# Vars, Hautes-Alpes
Vars är en kommun i departementet Hautes-Alpes i regionen Provence-Alpes-Côte d'Azur i sydöstra Frankrike. Kommunen ligger  i kantonen Guillestre som ligger i arrondissementet Briançon. År 2022 hade Vars 592 invånare.
I  Vars, Hautes-Alpes ligger världens snabbaste speedskibana, där bor speedskiåkaren Simon Billy. Den 22 mars 2023 satte han nytt världsrekord med 255,500 km/tim. 

## Galleri

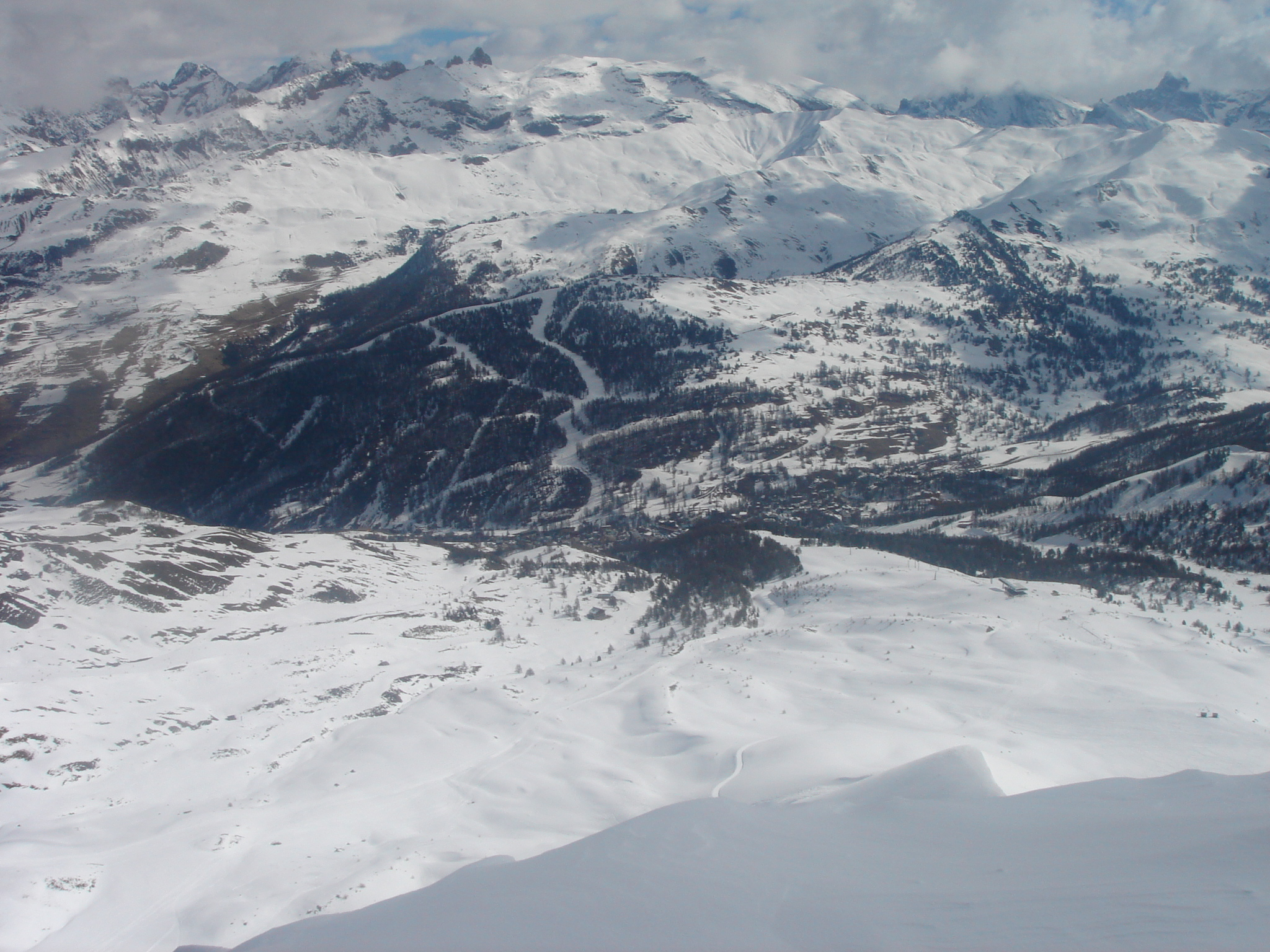
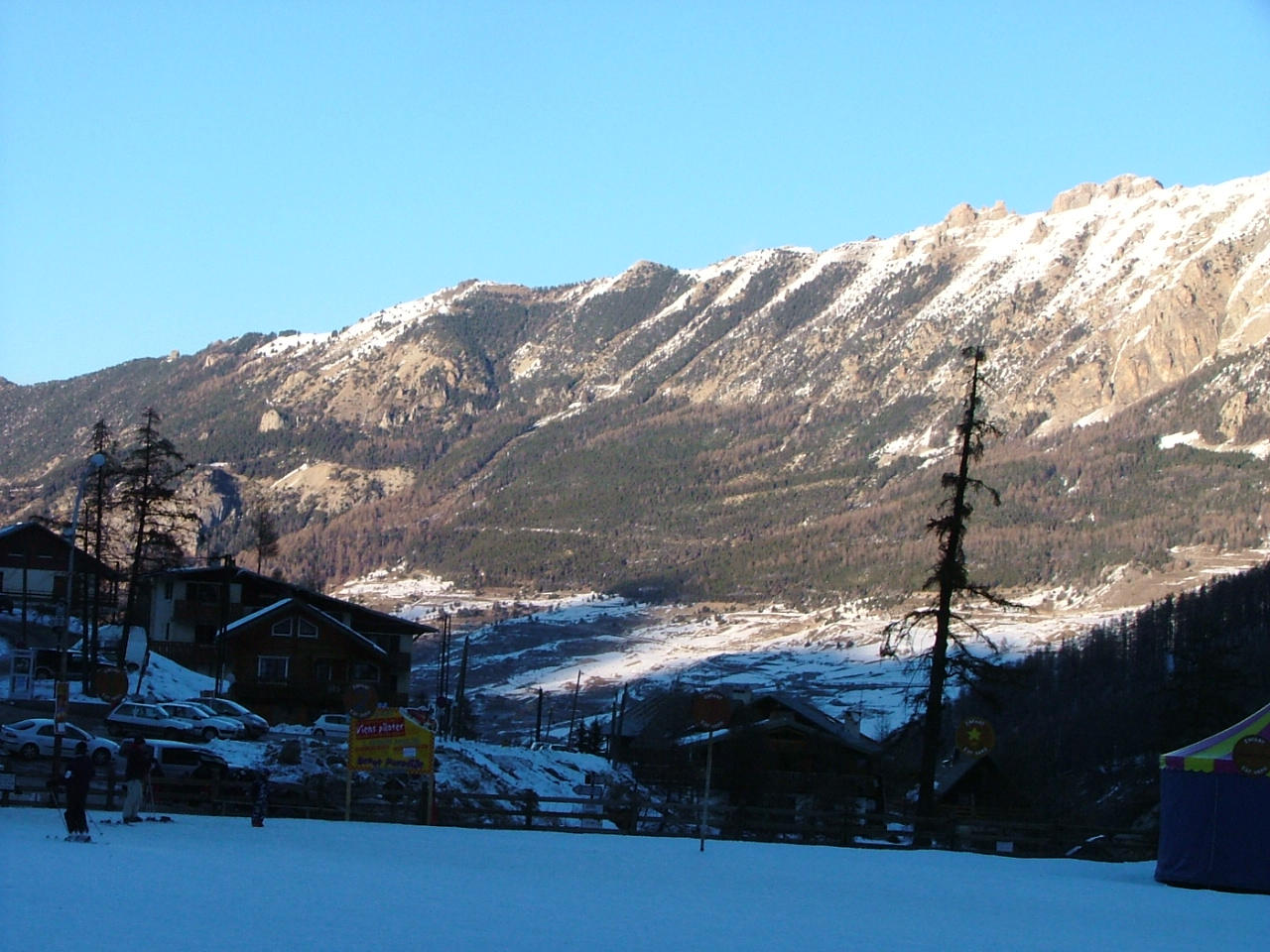

## Befolkningsutveckling
Antalet invånare i kommunen Vars
Referens:INSEE